# Susanomira caucasica
Susanomira caucasica är en tvåvingeart som beskrevs av Adrian C. Pont 1987. Susanomira caucasica ingår i släktet Susanomira och familjen svängflugor. Inga underarter finns listade i Catalogue of Life.